# محمد الهتار
محمد الهتار ممثل يمني، مثل في أعمال درامية ومسرحية متعددة إلا أن أكثرها شهرة كان الثأر حيث اشتهر بعدها باسم عبد اللطيف وهي شخصيته في المسلسل.
بدأ محمد الهتار التمثيل من خلال فرق الهواة المدرسية عام 1996م ومن بعدها التحق بالمسرح التربوي ثم تقدم للمسرح الاحترافي من خلال مسرحية الدائرة.

## أعمال

### مسلسلات
- مسلسل الثأر.
- قبل الفوات.
- مسلسل الكنز.
- عندما تبتسم الأحزان.
- كيني ميني.
- شاهد عيان.
- شر البلية.
- خلف الشمس.
- طريق المدينة.
- حي الحكمة.
- ليالي الجحملية الجزء الثاني.
- ربيع المخاء.
- نجوم ومعالم.
- العالية
- ممر آمن
- دروب المرجلة
- طريق إجباري

### مسرحيات
- مسرحية الدائرة.
- شامخ.
- صندوق الدنيا.
- اليتيم.